# کوپروفیلیا

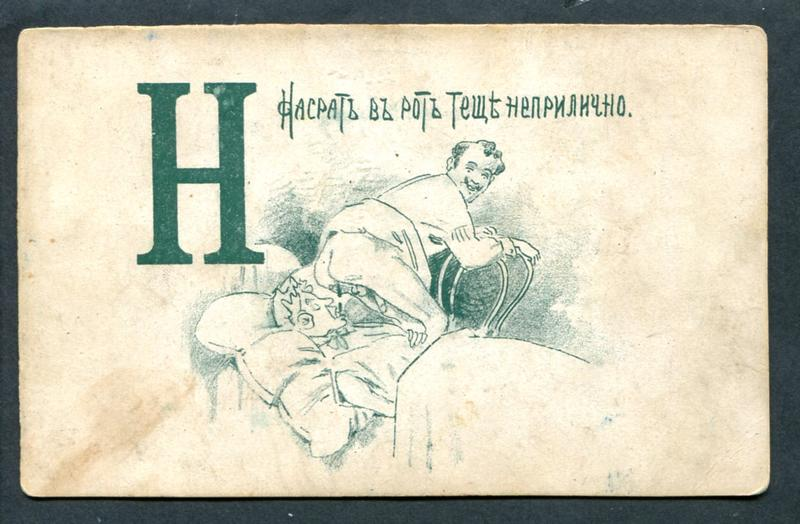
یک شهوت‌نگاره روسی که صحنه‌ای از دفع مدفوع بر روی یک قربانی خوابیده به تصویر می‌کشد.

کوپروفیلیا (به انگلیسی: Coprophilia) یا مدفوع‌خواهی نوعی انحراف جنسی است که شامل برانگیختگی جنسی و لذت‌بردن از مدفوع است. در مدفوع‌خواهی شخص از مدفوع کردن روی شریک جنسی یا بالعکس یا حتی خوردن مدفوع لذت می‌برد. در تنقیه‌خواهی، کاربرد تنقیه به عنوان بخشی از تحریک جنسی است.